# Anthony West (motociclista)
Anthony West (Maryborough, 17 de julio de 1981) es un expiloto de motociclismo australiano retirado en el año 2016.

## Biografía
Debutó en la categoría de 25 del motomondiale en el 1998, en el GP de Australia con una Honda, en calidad de wild card, sin obtener entrar en zona de puntos.
En 1999 vuelve como piloto titular, con una TSR Honda, con la cual obtiene la 12.ª posición final con 66 puntos y un sexto sitio en Alemania como mejor resultado.
Los resultados obtenidos le valen para el año 2000 la posibilidad de correr con una Honda del equipo Shell Advance, con Tohru Ukawa como compañero de equipo. En esta temporada obtiene el sexto puesto de la general de la categoría de 250 con 146 puntos, quedando por delante de pilotos expertos de la categoría como Ralf Waldmann, Sebastián Puerto y Franco Battaini. Su mejor resultado son dos cuartos puestos (Países Bajos y Portugal).
En 2001 opta por pasarse a la categoría de 500 con el equipo Dee Cee Jean Racing para pilotar una Honda NSR 500 V2, que inicialmente estaba designada a Marcus Payten, pero fue reemplazado después del primer Gran Premio, que tenía como compañero de equipo a Barry Veneman. Su mejor resultado son tres duodécimos puestos (Portugal, Australia y Malasia) y acaba la temporada en el 18.º puesto con 27 puntos.

### Año en blanco y primer triunfo
En 2002 está inactivo por falta de patrocinador y vuelve al mundial del 2003, con una Aprilia RSV 250 del equipo Zoppini Abruzzo con Johan Stigefelt como compañero de equipo. Obtiene el primer triunfo de su carrera al ganar el GP de Holanda en Assen bajo la lluvia. La temporada continua con otros tres podios (segundo en  Australia y tercero en Cataluña y Gran Bretaña), en lo que sería su temporada más exitosa con 145 puntos.
En el 2004, repite con Aprilia y con el mismo equipo, esta vez con Hugo Marchand como compañero de equipo. Obtiene el 11.º puesto final con 88 puntos y como mejor resultado dos cuartos puestos (España y Chequia). En esta temporada, está obligado a no participar los GP de Australia y Comunidades Valenciana a causa de un accidente en los entrenamientos oficiales del GP de Australia. En el mismo año corre en Brands Hatch en calidad de wildcard en el mundial Supersport con una Honda CBR 600RR del equipo Italia Megabike, acabando la carrera en novena posición.
En 2005 corre el GP de Francia con la Aprilia RSV 250 del equipo Aprilia Germany sustituyendo a Martín Cárdenas, el GP de Holanda con la Honda RS 250 R del equipo Wurth Honda BQR en sustitución de Radomil Rous y cinco grandes Premios más con la KTM 250 FRR del equipo Red Bull KTM GP250. Pero la relación con la marca austríaca estuvo plagada de problemas mecánicos. A pesar de eso, dio a la escudería austríaca el primer podio de su historia en el Mundial gracias a la segunda posición en Donington, en Gran Bretaña, bajo la lluvia y donde lideró la carrera durante algunas vueltas del Gran Premio. Obtiene 30 puntos durante toda la temporada.
En 2006, después del divorcio con KTM, corre a tiempo completo con una Aprilia RSV 250 en el equipo Kiefer-Bos-Racing, obteniendo el undécimo puesto final con 78 puntos y un séptimo puesto en Alemania como mejor resultado.

### Salto a MotoGP
En 2007 lo empieza en 250 corriendo las primeras siete carreras del calendario con el Aprilia RSV 250 del Team Sicilia, obteniendo 25 puntos y un noveno puesto en España como mejor resultado, mientras a partir de Donington se pasa a MotoGP, debido a la retirada de Olivier Jacque con la Kawasaki ZX-RR del equipo Kawasaki Racing. Obtiene al final 59 puntos y dos séptimos puestos como resultados más importantes (Estados Unidos y Japón). Ese mismo año corre tres carreras del mundial de Supersport sobre Yamaha YZF-R6 del equipo Yamaha World SSP Racing, en reemplazo de Kevin Curtain, llegando tercero a Monza y primero en las otras dos carreras.

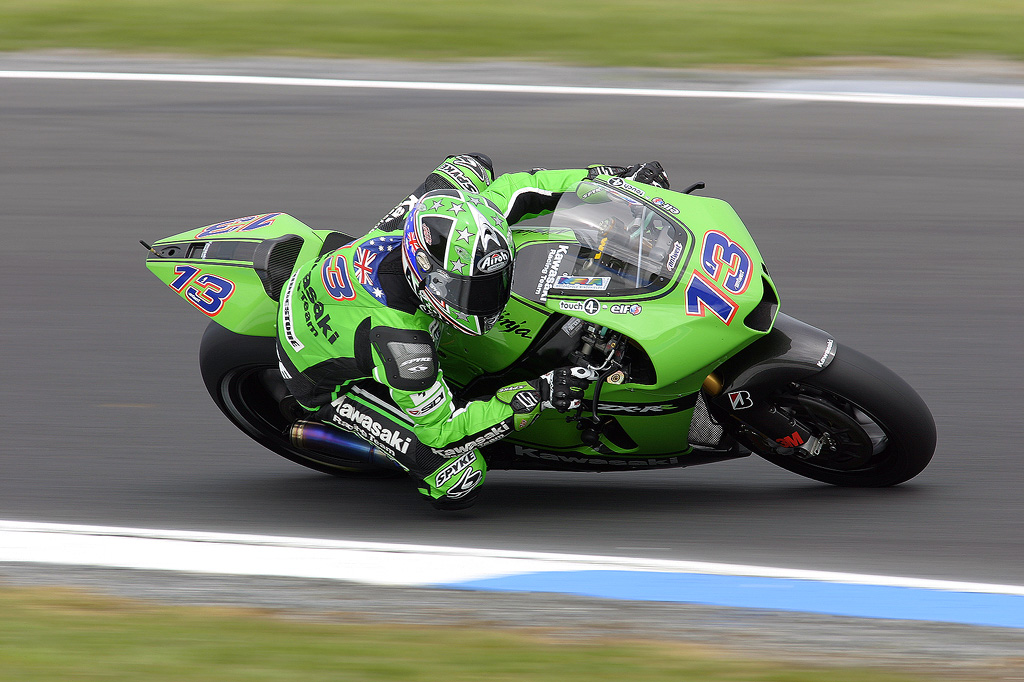
Anthony West pilotando una Kawasaki en 2007 en el Gran Premio de Australia en Phillip Island

West permanece en MotoGP y con el equipo Kawasaki Racing en 2008 y firma por una temporada completa, con John Hopkins como compañero de equipo. Pero no obtienen grandes resultaods (Tan solo un quinto puesto en Chequia) y acaba la temporada en 18.º lugar con 50 puntos. En el 2009 corre en el mundial Supersport con la Honda CBR600RR del equipo Stiggy Racing Honda, el compañero de equipo es Gianluca Vizziello. Logra subir tres veces subir al podio durante la temporada (dos segundos puestos en Valencia y Brno y un tercero en Phillip Island) y acaba la temporada en el séptimo puesto con 117 puntos.
Precisamente, confirma en Brno que pilotará para Kawasaki la temporada 2009. Kawasaki supuestamente le ofreció pasar a otro campeonato (que probablemente sería el de Supersport) pero West no desveló ese mismo día si había aceptado o rechazado esta oferta.
A pesar de que el mánager de Kawasaki, Michael Bartholemy quería retener a West, este estuvo en la porra de correr con una tercera Kawasaki en MotoGP, o incluso estar al servicio de Jorge Martínez Aspar en sus equipos de 125cc y 250cc. Finalmente, West nunca desveló si ese interés era cierto, pero lo que sí que es cierto és que su vuelta a MotoGP se posuos un año.
El 16 de octubre de 2008 anunció que había fichado para la Honda de Stiggy para el Mundial de Supersport, cortando su relación con Kawasaki.
En 2010 presencia la vuelta del australiano en el Mundial, en la neonata Moto2 con la alemana MZ. Obtiene como mejor resultado un séptimo puesto en Portugal pero no es una buena temporada y la acaba en el 23.º puesto con 26 puntos. En el 2011 se queda en el mismo equipo, esta vez con Max Neukirchner como compañero. Sus mejores resultados son dos cuartos puestos (Países Bajos y Comunidad Valenciana) y el 22.º en la general con 40 puntos.

### Sanción por dopaje
En 2012 pasa al equipo QMMF Racing con Elena Rosell como compañera de equipo , corriendo la primera parte de temporada con una Moriwaki MD600 para luego pasar del GP de Italia con una Speed Up S12. El 31 de octubre de 2012 la Federación Internacional de Motociclismo anuncia que a causa de un control antidopaje efectuado el 20 mayo después del GP de Francia, se confirma el positivo de West por metilexaneamina. Por lo tanto, se le quita el séptimo puesto obtenido en la carrera francesa y se le sanciona por un mes a partir de la comunicación del positivo el 30 octubre.
En 2013, pemanece en el mismo equipo, pilotando una Speed Up SF13. Su compañero de equipo, en esta ocasión, es el tailandés Rafid Topan Sucipto. Obtiene como mejor resultado un octavo puesto en Comunidad Valenciana y acaba la temporada al 21..eɽ puesto con 19 puntos. En noviembre de 2013, la Agencia Mundial Antidopaje contra la decisión de la FIM da por válido el positivo de 2012, y anula todos los resultados obtenidos por el australiano entre el 20 de mayo de 2012 y el 19 de octubre de 2013.
A pesar de la sanción, en 2014 se queda en el mismo equipo, con compañero de equipo Román Ramos. El 28 de junio de 2014, exactamente 11 años después de su primera victoria en el Mundial, vuelve a ganar una carrera en el GP de Holanda en Moto2 en Assen, en una carrera disputada durante gran parte del recorrido bajo la lluvia. Concluye la temporada al 12.º puesto con 72 puntos. West fue confirmado otra vez como piloto de QMMF team para el 2015.
Pero ese año empieza la temporada en Moto2 para luego ser sustituido, después del Gran Premio de San Marino por Mika Kallio. En la misma temporada, corre el GP de Australia, el de Malasia y el de la Comunidad Valencia con la Honda RC213V-RS del equipo AB Motoracing, para sustituir Karel Abraham. No obtiene puntos para la clasificación mundial en MotoGP, mientras que en Moto2 cierra en vigesimosegundo puesto con 30 puntos.
En el 2016 vuelve después de siete años a disputar una carrera del campeonato mundial Supersport, participa de hecho con una wild card al gran Premio de Australia con una Yamaha YZF-R6 del equipo Tribeca Racing y acaba la carrera en tercer puesto. También en 2016 debuta en el Mundial de Superbikes en sustitución de Sylvain Barrier con una Kawasaki ZX-10R del equipo Pedercini para el Gran Premio de Malasia cerrando en plaza de puntos. Ese mismo año corre en la categoría Moto2 del Mundial en Chequia con una wildcard a bordo de una Suter. Cierra la carrera en décima posición obteniendo los únicos puntos de la temporada para la escudería suiza.
En 2017 participa nuevamente con una wild card al gran Premio de Australia en el campeonato mundial Supersport con una Yamaha YZF-R6 del equipo West Racing. Cierra la carrera, como el año anterior, en el podio. Continua participando, siempre como wildcard, en otras carreras del campeonato. A partir del gran Premio de Portugal a Portimão se pasa al mundial de Superbike a bordo de una Kawasaki ZX-10R gestionada por el equipo Kawasaki Puccetti Racing sustituyendo a Randy Krummenacher.
En el gran Premio de España en Jerez vuelve en el mundial Supersport para conducir una Kawasaki ZX-6R del equipo Puccetti Racing, en calidad de piloto sostitutivo.

## Resultados en el Campeonato del Mundo
Sistema de puntuación de 1993 hasta 2022:
| Posición | 1.º | 2.º | 3.º | 4.º | 5.º | 6.º | 7.º | 8.º | 9.º | 10.º | 11.º | 12.º | 13.º | 14.º | 15.º |
| Puntos   | 25  | 20  | 16  | 13  | 11  | 10  | 9   | 8   | 7   | 6    | 5    | 4    | 3    | 2    | 1    |

### Carreras por año
| Año  | Cat.   | Moto        | 1       | 2       | 3       | 4       | 5       | 6       | 7       | 8       | 9       | 10      | 11      | 12      | 13      | 14      | 15      | 16      | 17      | 18     | Pts. | Pos. |
| ---- | ------ | ----------- | ------- | ------- | ------- | ------- | ------- | ------- | ------- | ------- | ------- | ------- | ------- | ------- | ------- | ------- | ------- | ------- | ------- | ------ | ---- | ---- |
| 1998 | 125cc  | Honda       | JPN -   | MAL -   | SPA -   | ITA -   | FRA -   | MAD -   | NED -   | GBR -   | GER -   | CZE -   | IMO -   | CAT -   | AUS Ret | ARG -   |         |         |         |        | 0    | -    |
| 1999 | 250cc  | TSR Honda   | MAL 14  | JPN 10  | SPA 17  | FRA 9   | ITA Ret | CAT Ret | NED 10  | GBR 11  | GER 6   | CZE 15  | IMO 15  | VAL 9   | AUS 10  | RSA 9   | BRA Ret | ARG 8   |         |        | 66   | 12.º |
| 2000 | 250cc  | Honda       | RSA 5   | MAL 6   | JPN 6   | SPA 5   | FRA 5   | ITA 7   | CAT 9   | NED 4   | GBR Ret | GER 10  | CZE 10  | POR 4   | VAL 7   | BRA 5   | PAC 6   | AUS 7   |         |        | 146  | 7.º  |
| 2001 | 500cc  | Honda       | JPN -   | RSA 14  | SPA 15  | FRA DNQ | ITA Ret | CAT Ret | NED 15  | GBR 14  | GER 15  | CZE Ret | POR 10  | VAL 12  | PAC 13  | AUS 12  | MAL 12  | BRA 13  |         |        | 27   | 18.º |
| 2003 | 250cc  | Aprilia     | JPN Ret | RSA 6   | SPA 5   | FRA 7   | ITA 9   | CAT 3   | NED 1   | GBR 3   | GER 6   | CZE Ret | POR 10  | BRA 8   | PAC Ret | MAL 9   | AUS 2   | VAL Ret |         |        | 145  | 7.º  |
| 2004 | 250cc  | Aprilia     | RSA 16  | SPA 4   | FRA 6   | ITA 10  | CAT 9   | NED 6   | BRA Ret | GER 7   | GBR 6   | CZE 4   | POR 6   | JPN Ret | QAT Ret | MAL Ret | AUS DNS | VAL -   |         |        | 88   | 11.º |
| 2005 | 250cc  | Aprilia     | SPA -   | POR -   | CHN -   | FRA 18  | ITA -   | CAT -   |         |         |         |         |         |         |         |         |         |         |         |        | 30   | 17.º |
| 2005 | 250cc  | Honda       |         |         |         |         |         |         | NED Ret |         |         |         |         |         |         |         |         |         |         |        | 30   | 17.º |
| 2005 | 250cc  | KTM         |         |         |         |         |         |         |         |         | GBR 2   | GER 10  | CZE 12  | JPN Ret | MAL Ret | QAT DNS | AUS -   | TUR -   | VAL -   |        | 30   | 17.º |
| 2006 | 250cc  | Aprilia     | SPA Ret | QAT Ret | TUR 9   | CHN 9   | FRA 11  | ITA 8   | CAT 9   | NED 8   | GBR 9   | GER 7   |         | CZE Ret | MAL 15  | AUS 9   | JPN 11  | POR 9   | VAL 19  |        | 78   | 11.º |
| 2007 | 250cc  | Aprilia     | QAT 13  | SPA 9   | CHN Ret | TUR 13  | FRA 10  | ITA 10  | CAT 21  |         |         |         |         |         |         |         |         |         |         |        | 25   | 19.º |
| 2007 | MotoGP | Kawasaki    |         |         |         |         |         |         |         | GBR 11  | NED 9   | GER 8   | USA 7   | CZE 12  | RSM 8   | POR 12  | JPN 7   | AUS 12  | MAL 15  | VAL 16 | 59   | 15.º |
| 2008 | MotoGP | Kawasaki    | QAT 16  | SPA 13  | POR 16  | CHN 17  | FRA 14  | ITA 15  | CAT 12  | GBR 10  | NED Ret | GER 10  | USA 17  | CZE 5   | SMR 13  | IND 11  | JPN 15  | AUS 12  | MAL 12  | VAL 17 | 50   | 18.º |
| 2010 | Moto2  | MZ-RE Honda | QAT Ret | SPA 15  | FRA 26  | ITA 27  | GBR 17  | NED Ret | CAT 9   | GER 13  |         | CZE 18  | IND 10  | SMR 17  | ARA 21  | JPN 23  | MAL 24  | AUS 21  | POR 7   | VAL 27 | 26   | 23.º |
| 2011 | Moto2  | MZ-RE Honda | QAT Ret | SPA 11  | POR 27  | FRA 25  | CAT 22  | GBR Ret | NED 4   | ITA 21  | GER 23  |         | CZE 29  | IND 26  | RSM 27  | ARA 11  | JPN 12  | AUS Ret | MAL Ret | VAL 4  | 40   | 22.º |
| 2012 | Moto2  | Moriwaki    | QAT 25  | SPA 16  | POR 17  | FRA DSQ | CAT DSQ | GBR DSQ | NED DSQ | GER DSQ |         |         |         |         |         |         |         |         |         |        | 0    | -    |
| 2012 | Moto2  | Speed Up    |         |         |         |         |         |         |         |         | ITA DSQ | IND DSQ | CZE DSQ | RSM DSQ | ARA DSQ | JPN DSQ | MAL DSQ | AUS DSQ | VAL -   |        | 0    | -    |
| 2013 | Moto2  | Speed Up    | QAT DSQ | AME DSQ | ESP DSQ | FRA DSQ | ITA DSQ | CAT DSQ | NED DSQ | GER DSQ |         | IND DSQ | CZE DSQ | GBR DSQ | RSM DSQ | ARA DSQ | MAL DSQ | AUS 10  | JPN 11  | VAL 9  | 19   | 21.º |
| 2014 | Moto2  | Speed Up    | QAT 9   | AME 7   | ARG 12  | SPA 11  | FRA 14  | ITA 18  | CAT 10  | NED 1   | GER 17  | IND 9   | CZE 22  | GBR 22  | RSM 17  | ARA Ret | JPN Ret | AUS 22  | MAL 18  | VAL 9  | 72   | 12.º |
| 2015 | Moto2  | Aprilia     | QAT Ret | AME 7   | ARG 14  | SPA 15  | FRA 11  | ITA 19  | CAT 22  | NED Ret | GER Ret | IND 13  | CZE 21  | GBR 7   | RSM 15  | ARA -   | JPN -   |         |         |        | 22   | 30.º |
| 2015 | MotoGP | Honda       |         |         |         |         |         |         |         |         |         |         |         |         |         |         |         | AUS 23  | MAL 20  | VAL 22 | 0    | 33.º |
| 2016 | Moto2  | Suter       | QAT -   | ARG -   | AME -   | ESP -   | FRA -   | ITA -   | CAT -   | NED -   | ALE -   | AUT -   | CZE 10  | GBR -   | RSM -   | ARA     | JAP -   | AUS -   | MAL -   | VAL -  | 6    | 27.º |

| Color     | Resultado                                                               |
| --------- | ----------------------------------------------------------------------- |
| Oro       | Ganador                                                                 |
| Plata     | 2.ª plaza                                                               |
| Bronce    | 3.ª plaza                                                               |
| Verde     | Finalizó en los puntos                                                  |
| Azul      | Finalizó sin puntos                                                     |
| Azul      | NC - No clasificado                                                     |
| Violeta   | Ret - No terminó (Carrera)                                              |
| Rojo      | DNQ - No se clasificó                                                   |
| Negro     | DSQ - Descalificado                                                     |
| Blanco    | DNS - No empezó (carrera)                                               |
| Blanco    | WD - Retirado (fin de semana)                                           |
| Blanco    | C - Carrera cancelada                                                   |
| Sin color | DNP - Inscrito pero no participó                                        |
| Sin color | INJ - Lesionado                                                         |
| Sin color | EX - Excluido                                                           |
| Estado    | Resultado                                                               |
| Negrita   | Pole position                                                           |
| Cursiva   | Vuelta rápida                                                           |
| †         | Abandona, pero clasifica al completar el porcentaje requerido para ello |